# Cry Me a River
Cry Me a River је песма америчког певача и текстописца Џастина Тимберлејка са његовог дебитантског студијског албума Justified (2002). Написали су је Тимберлејк и Скот Сторч заједно са продуцентом Тимбалендом. Као инспирација за настанак песме послужила је Тимберлејкова бивша веза са пјевачицом Бритни Спирс. Џајв рекордс је објавио песму и проследио је радио станицама у Сједињеним Државама 25. новембра 2002. као други сингл са албума. Праћена електричним клавиром, битбоксом, гитарама, синтесајзерима, остинатом инспирисаним арапском културом и грегоријанским аријама, „Cry Me a River“ је ритам и блуз песма о мушкарцу сломљеног срца којег је преварила девојка са другим мушкарцем и који је решио да иде даље.
„Cry Me a River“ је доживела признање од стране музичких критичара који су је сматрали најбољом песмом на албуму и који су похвалили Тимбалендову продукцију. Нашла се на неколико листи најбољих пјесама године и касније деценије док ју је „Ролинг стоун“ магазин уврстио на своју листу „500 највећих песама свих времена“ на место број 484. Песма је освојила Греми награду за најбољи мушки поп вокални наступ 2004. године. Заузимала је треће место на „Билбордовој хот 100“ листи као и једно од првих десет места у многим земљама. Одликована је двоструким платинастим тиражом у Аустралији као и платинастим тиражом у Уједињеном Краљевству.
Режисер Френсис Лоренс је режирао музички спот песме снимљен у Малибуу, Калифорнија. У контроверзном споту, Тимберлејков лик упада у кућу бивше девојке и снима се док води љубав са другом девојком. Док је Бритни Спирс оптуживала да је спот снимљен како би привукао пажњу јавности, Тимберлејк је тврдио да она није била инспирација за настанак песме и спота. Спот је освојио награде за најбољи мушки и најбољи поп спот на додели МТВ видео музичких награда 2003. године. Тимберлејк је изводио песму на четири своје музичке турнеје. Песма је обрађивана и извођена од стране бројних извођача међу којима су Леона Луис и Тејлор Свифт.